# Хајнрих Харер
Хајнрих Харер (Хутенберг, 6. јул 1912 — Фризах, 7. јануар 2006) је био аустријски планинар, географ и књижевник. Са још четворицом је први пут освојио врх Ејгер на Швајцарским Алпима са северне стране. Такође је аутор књига Седам година на Тибету (1952) и Бели паук (1959).

## Детињство и младост
Харер је рођен у тадашњој Аустроугарској, градићу Хутенберг. Његов отац је био поштар. У периоду од 1933. до 1938. је студирао географију на Универзитету у Грацу.
Године 1935. Харер је одређен за учешће у такмичењу у алпском скијању на Зимским олимпијским играма 1936. Аустријски алпски скијашки тим бојкотовао је догађај због сукоба у вези са статусом професора скијашких инструктора. Као резултат тога, Харер ипак није учествовао.

## Планинарење
Планинарење је била Харерова права страст. Харер је заједно са пријатељем, одлучио да буду први који су се попели на северну страну Ејгера (3.967 метара надморске висине) у Алпима у Швајцарској. Близу планинског зида, познатим као Бели паук, однео је више живота; а бернске власти су чак забраниле пењање на њега. Након последњих универзитетских испита у јулу 1938., Харер и његов пријатељ Каспарек отпутовали су у подножје Ејгера и кренули на свој успон. На пола пута планине, Харер и Каспарек наишли су на још један тим који је покушао, Лудвиг Ворг и Андерл Хекмајер из Немачке. Четворо је одлучило да остатак успона направи као један тим, са искусним Хекмајером који води.
Током пењања четворица су непрестано били угрожени снежним лавинама и стенама. Ухваћени су у лавини док су се пењали по зиду на северном делу, али сви су имали довољно снаге да се држу зида. Чланови су успешно стигли на врх у четири сата после подне, 24. јула 1938. године. Ово прво успон северном страном Ејгера. Догађај је описао у књизи Бели паук, објављеној 1959. године.

## Нацистичка Немачка
Придружио се Штурмабтајлунгу 1933. године. После Аншлуса се придружио Шуцштафелу 1. априла 1938. године. Задржао је чин наредника када се придружио нацистичкој партији 1. маја исте године. После успешног похода на Ејгер, сликали су се са Хитлером. Рекао је да је СС униформу носио само једном и то на свом венчању са Шарлот. Након повратка у Европу 1952. године, није био оптуживан за ратне злочине током рата и ово је било подржано становиште и од стране Симона Визентала. У својим мемоарима Седам година на Тибету је написао да је грешка што се придружио нацистичкој партији и да му је то једна од непромишљених младалачких грешака.

## Индија
Године 1939. Харер се придружио четворочланој експедицији, коју је предводио Петер Ауфшнајтер, на масив Нанга Парбат са циљем да пронађе лакши пут до врха. Кад су закључили да је реално да се попну на врх, четворица планинара били су крајем августа у Карачију у Британској Индији, чекајући да их теретњак одвезе кући. Брод је каснио а њих четворица су покушали стићи до Персије, али неколико стотина километара северозападно од Карачија ставили су их под "заштиту" британских војника и одвезли натраг у Карачи, где је Ауфшнајтер одсео. Два дана касније објављен је рат, а 3. септембра 1939. сви су заточени како би били пребачени у логор у Ахмеднагару код Бомбаја. Размишљали су да побегну у португалску Индију, али су даље пребачени у Дерадун да би тамо били заточени годинама са 1.000 других непријатељских странаца. Тибет су сматрали обећавајућим, крајњи циљ био је јапански фронт у Бурми или Кини.
Њих двојица су побегли и више пута су били заробљени, пре него што су коначно успели. Дана 29. априла 1944. Харер и шесторица других људи, шетали су ван логора прерушени у британске или индијске војнике. Неколицина њих су кренули до Калкуте и одатле су пронашли пут до јапанске војске у Бурми.
Остали су се упутили до најближе границе преко Ландура. Након што је Сатлер одустао 10. маја, преостала четворица су стигли на Тибет 17. маја 1944. године и након тога су се поделили у две групе: Харер и Коп, Ауфшнајтер и Трејпел. Неколико месеци касније, када су преостала тројица још увек била без виза за Тибет, Коп је такође одустао и отишао у Непал (где је он предат Британцима у року од неколико дана).

## Седам година на Тибету
Ауфшнајтер и Харер, потпомогнути познавањем тибетанског језика, кренули су ка главном граду Тибета, Ласи, до кога су стигли 15. јануара 1946., прелазећи западни Тибет.
Харер је 1948. постао функционер тибетанске владе, преводећи стране вести и делујући као дворски фотограф. Харер се први пут срео са 14. Далај ламом када су га позвали у палату Потала и тражио да направи филм о клизању, који је Харер представио Тибету. Харер је за њега изградио биоскоп. Харер је убрзо постао учитељ Далај Ламе за енглески језик, географију и неке науке, а Харер је био изненађен колико брзо је његов ученик усвојио знање западног света. Између њих двојице се развило снажно пријатељство.
Године 1952. Харер се вратио у Аустрију где је документовао своја искуства у књигама Седам година у Тибету (1952) и Изгубљена Ласа (1953). Седам година у Тибету преведено је на 53 језика, а био је бестселер у Сједињеним Државама 1954. године, продавши три милиона примерака. Књига је била основа два истоимена филма, првог 1956. и другог 1997. године у коме је глумио Бред Пит у улози Харера.
У књизи, Харер је написао:
Где год да живим, осетим носталгију за Тибетом. Често мислим да још увек чујем крикове дивљих гусака и звукове њихових крила док лете изнад Ласе на ведрој, хладној месечини. Моја искрена жеља је да моја прича створи неко разумевање за људе чија ће воља да живе у миру и слободи.

## После Тибета
Након повратка из Тибета, Харер се скрасио у Кицбилу у Аустрији и касније у Лихтенштајну. Учествовао је у бројним етнографским и планинарским експедицијама на Аљаску, Анде и планине у централној Африци. Године 1953. истражио је извор реке Амазон и извршио први успон на Аусангате (6384 m) у Перуу. Године 1954. је извршио прве успоне на планинске масиве на Аљасци. Године 1957. истражио је реку Конго са бившим белгијским краљем Леополдом.
Харер је написао више од 20 књига о својим авантурама, међу којима су и фотографије за које се сматра да су међу најбољим записима традиционалне тибетанске културе. Харер је такође био одличан голфер, освајајући аустријска државна првенства 1958. и 1970. године.